# JAlbum
jAlbum — кроссплатформенное программное обеспечение для создания и загрузки фотогалерей из изображений и видео. jAlbum имеет встроенную поддержку организации и редактирования изображений, но с акцентом на гибкую презентацию. Результирующие альбомы могут быть опубликованы на jalbum.net или на собственном веб-сайте пользователя. Программное обеспечение jAlbum было использовано для создания более 32 миллионов фотогалерей, с более чем миллионом пользователей. Majestic.com учитывает более 118 миллионов обратных ссылок на jalbum.net

## Программное обеспечение
jAlbum признается как крайне простой в использовании, гибкий и универсальный.
−
Он функционирует на виртуальной машине Java, поэтому может работать на большинстве операционных систем и доступен на 32 языках
Программное обеспечение позволяет пользователям управлять своей фотоколлекцией, сортировать фотографии в альбомы, выполнять базовое цифровое редактирование и комментировать отдельные фотографии. Основное внимание уделяется созданию галерей на основе HTML для публикации в Интернете или распространения другими способами. Пользователи могут настраивать внешний вид и функциональность своих фотогалерей, используя набор небольших шаблонов или скинов, поставляемых с программой, или выбирая из десятков скинов, доступных для загрузки. Некоторые из них бесплатны, но для других требуется лицензия стороннего разработчика. Сформировавшееся вокруг jAlbum сообщество создает разнообразные креативные скины, предлагающие галереи на основе стандартных дизайнов HTML, AJAX-слайдшоу и популярных просмотрщиков изображений.
jAlbum был создан шведским программистом Давидом Экхольмом в 2002 году.

## Лицензия
Новая модель лицензирования с версии 13:
- Стандартная лицензия для использования на любом компьютере для создания некоммерческих альбомов для отображения на собственном веб-сайте с годом бесплатной поддержки и обновлений.
- Профессиональная лицензия для использования на любом компьютере для создания коммерческих или некоммерческих альбомов для отображения на собственном веб-сайте с годом бесплатной поддержки и обновлений.
- Ежегодная лицензия с неограниченными бесплатными обновлениями на все время действия платного аккаунта на 10 ГБ (премиум-аккаунт некоммерческий) или 100 ГБ (профессиональный аккаунт — коммерческий) дискового пространства на jalbum.net.

## Сервис хостинга
Веб-сайт jalbum.net используется профессионалами и любителями в качестве сайта для обмена фотографиями, а также для продвижения и распространения программного обеспечения. Пользователям, зарегистрировавшимся, предлагается 30-дневная пробная версия с 10 ГБ веб-пространства. В качестве альтернативы предлагается ежегодная подписка на 10 ГБ «Премиум» или 100 ГБ «Профессиональный» за плату.